# Suchedniowsko-Oblęgorski Park Krajobrazowy
Suchedniowsko-Oblęgorski Park Krajobrazowy – park krajobrazowy w województwie świętokrzyskim. Obejmuje zachodnią część Płaskowyżu Suchedniowskiego, Wzgórza Kołomańskie i Tumlińskie oraz Pasmo Oblęgorskie, z najwyższym wzniesieniem Górą Siniewską (448,8 m n.p.m.).
Powierzchnia parku wynosi 19 895 ha, a otuliny 27 514 ha. Park został ustanowiony w celu ochrony unikatowych zasobów przyrodniczych oraz kulturowych regionu, stanowiących pozostałości Staropolskiego Zagłębia Przemysłowego. Obszar Parku jest ważnym regionalnym węzłem hydrograficznym i terenem źródliskowym rzek Krasnej, Bobrzy i Kamionki.

## Flora
Największym walorem tego parku są występujące na żyznych siedliskach lasy, zajmujące 91% jego powierzchni. Osobliwością rodzimej przyrody są stanowiska modrzewia polskiego. W runie leśnym występuje wiele gatunków roślin naczyniowych objętych ochroną całkowitą lub częściową.

## Rezerwaty i pomniki przyrody
Najcenniejsze fragmenty lasów chronione są w rezerwatach Świnia Góra, Dalejów, Górna Krasna, Perzowa Góra oraz Barania Góra. W otulinie Parku znajdują się rezerwaty Kręgi Kamienne oraz Zachełmie.
Wyjątkowe obiekty przyrody żywej i nieożywionej uznano za pomniki przyrody. Najbardziej znany jest Dąb Bartek znajdujący się w Zagnańsku oraz odsłonięcie geologiczne piaskowców tumlińskich Ciosowa w Ciosowej.

## Obiekty historyczne
Bogactwo kulturowe parku związane jest z występowaniem unikatowych zespołów zabytków techniki dawnego górnictwa i hutnictwa rud żelaza oraz metali nieżelaznych. Najciekawsze z nich to ruiny wielkiego pieca hutniczego w Samsonowie oraz pozostałości zakładu wielkopiecowego w Bobrzy z potężnym murem oporowym.
W wielu miejscowościach zachowały się zabytkowe obiekty architektury sakralnej i świeckiej. Najbardziej znany, usytuowany w Paśmie Oblęgorskim zespół krajobrazowo-parkowy w Oblęgorku mieści muzeum związane z życiem i twórczością Henryka Sienkiewicza.